# Sagging

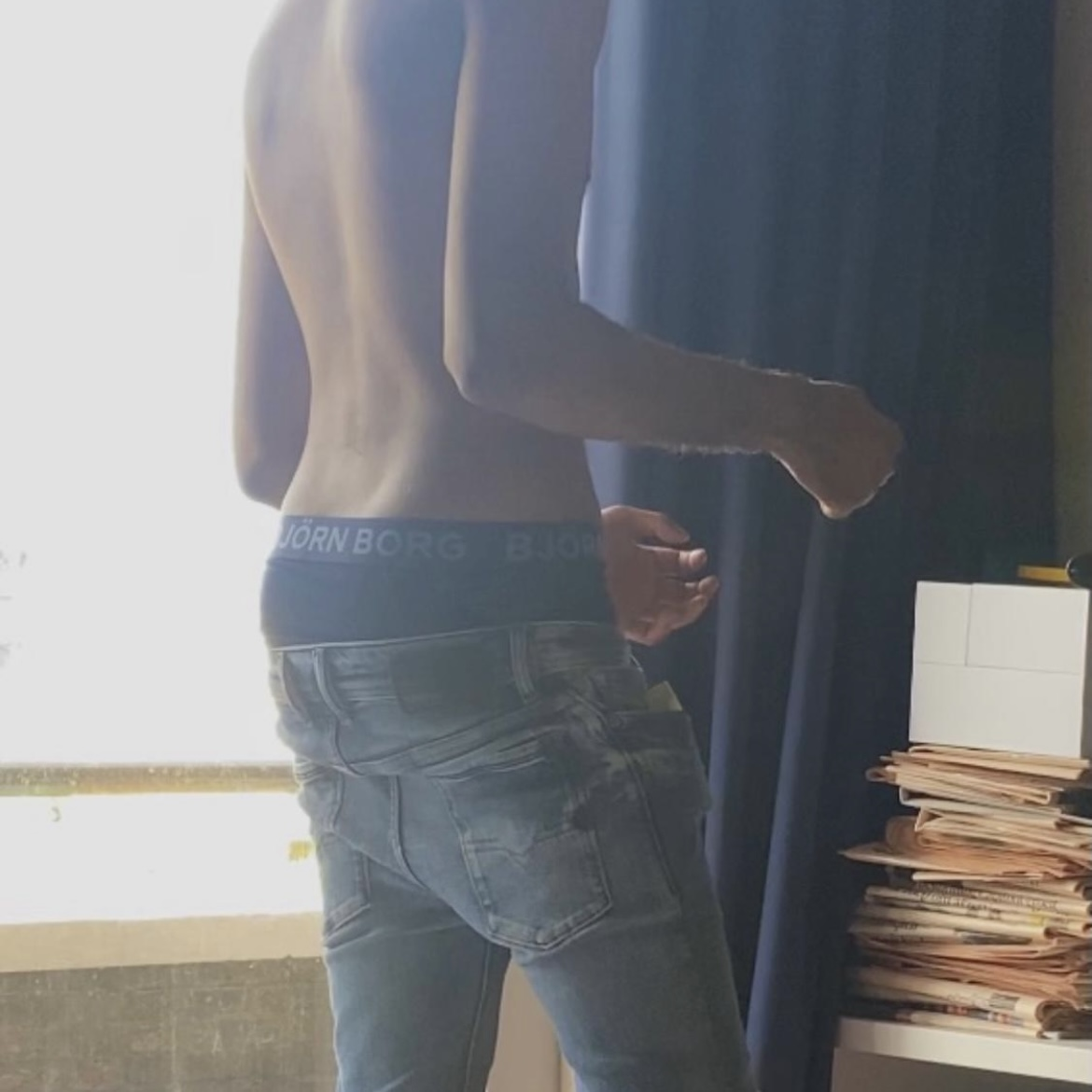
Jongeman in een jeansbroek gedragen onder de heupen

Sagging is een manier om een broek zo laag te dragen dat de taille (de broeksband) niet enkel onder de anatomische taille ligt, maar ook onder de heupen of de billen. Hierdoor is de onderbroek doorgaans zichtbaar.
Sagging was populair onder voornamelijk jonge mannen in de jaren 1990 en 2000. De trend is afkomstig uit de Amerikaanse hiphopcultuur en vond zijn weg naar andere jongeren- en subculturen begin jaren 90. Wereldwijd droegen veel jongeren tot eind jaren 2000 hun broek laag. Sagging veroorzaakte een morele paniek in onder andere de Verenigde Staten. In de jaren '20 van de 21e eeuw werd er in een opsomming van slechte modetrends vermeld dat mensen, voornamelijk vrouwen zich ergerden aan deze kledingstijl.